# Cima di Serpentera Nord
La Cima di Serpentera Nord (2358 m) è la più alta delle tre montagne chiamate ’’’Cime di Serpentera’’’; si trova nelle Alpi Liguri.

## Storia
In alcuni antichi documenti della Certosa di Pesio la zona delle Cime di Serpentera viene indicata con il toponimo ‘’Zerpenteria’’.

## Geografia

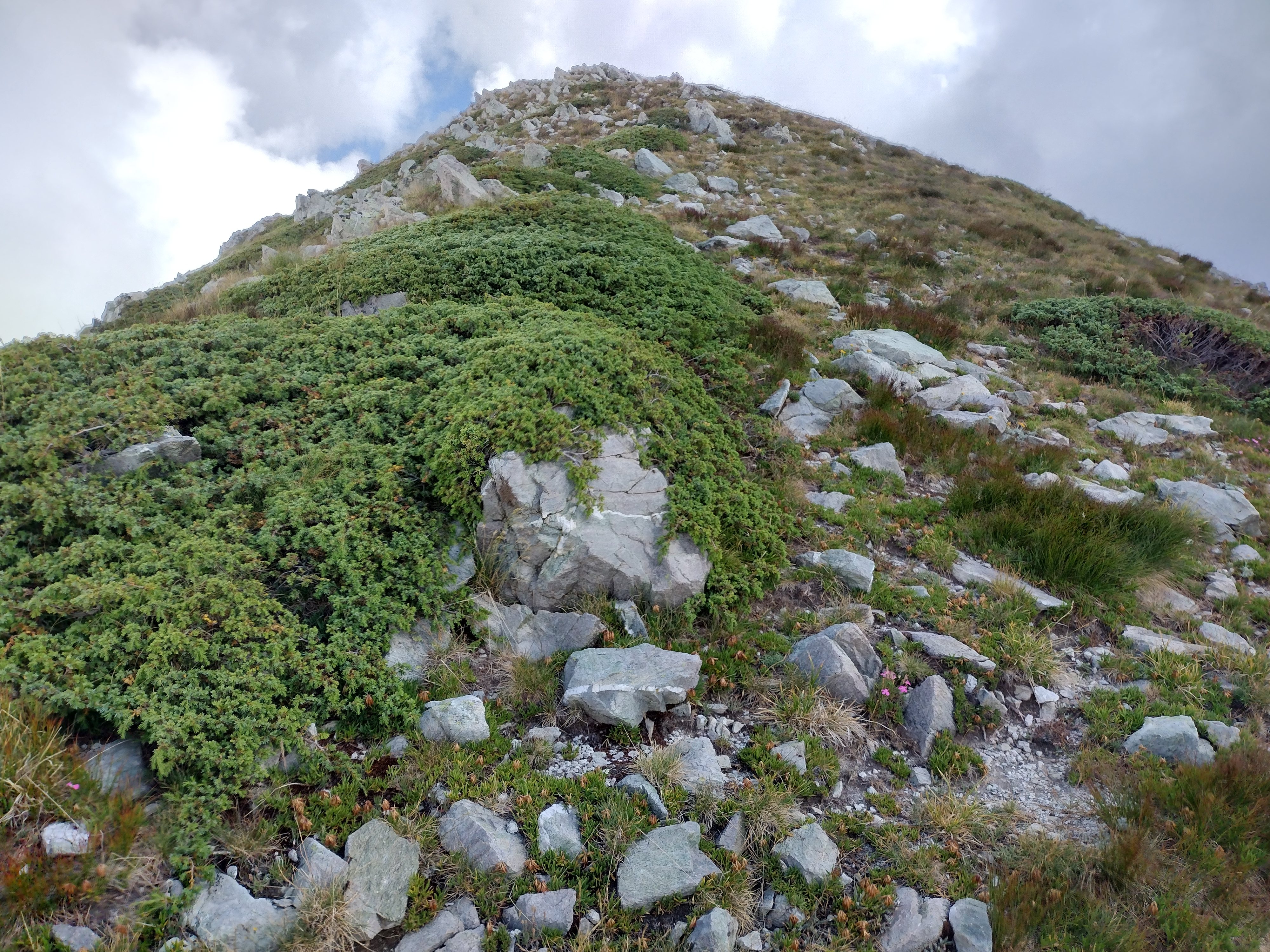
Cima centrale o Rocche Gaudioline

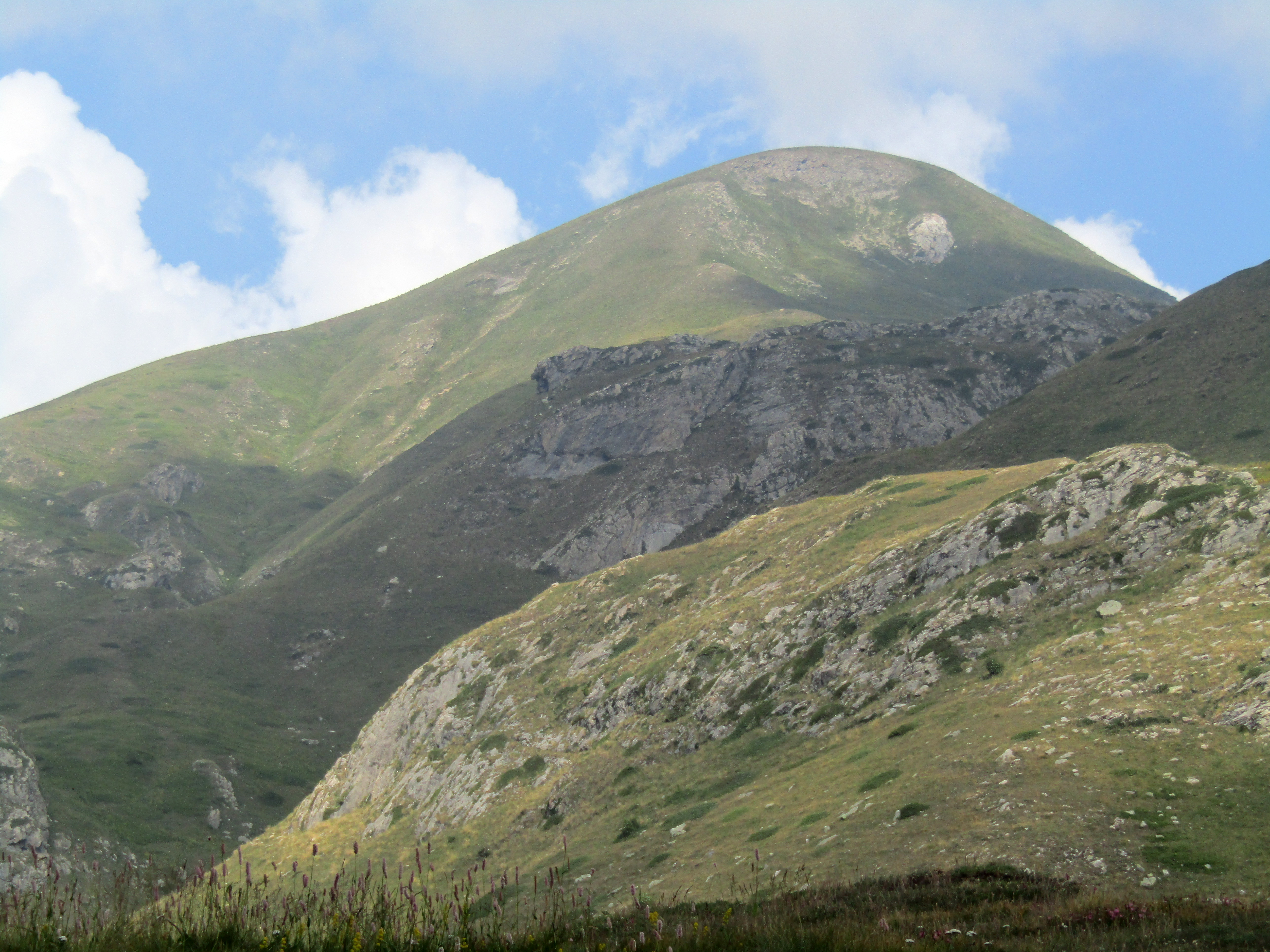
Cima Sud

Le Cime di Serpentera si trovano sulla costiera che divide la Valle Ellero (a est) dalla Valle Pesio. Sono situate a nord della Porta Sestrera, partendo dalla quale si incontra prima la tondeggiante e prativa Cima Sud (2344 m), poi la Cima Centrale (anche denominata Rocche Gaudioline, 2356 m) ed infine la Cima Nord. A settentrione di quest'ultima la costiera si biforca: il ramo principale prosegue verso nord in direzione della Cima Cars, mentre un ramo secondario si dirige a nord-est dividendo tra loro due valloni tributari dell'Ellero risalendo alle Rocche di Serpentera o Rocche Pical (2239 m) ed esaurendosi poi verso Pian Marchisio. La prominenza topografica della Cima Nord è di 130 metri. Le tre cime dominano da ovest il Lago delle Moie.
Nella SOIUSA la montagna dà il nome alla Dorsale Serpentera-Cars, un sottogruppo alpino..

## Geologia
La zona dove sorge la montagna è di natura carsica; denominata nella letteratura speleologica ‘’Area carsica Biecai – Serpentera’’, è caratterizzata dalla presenza di varie cavità naturali, tra le quali l’"Abisso di Serpentera", spostato in direzione delle Rocche di Serpentera.

## Accesso alla vetta

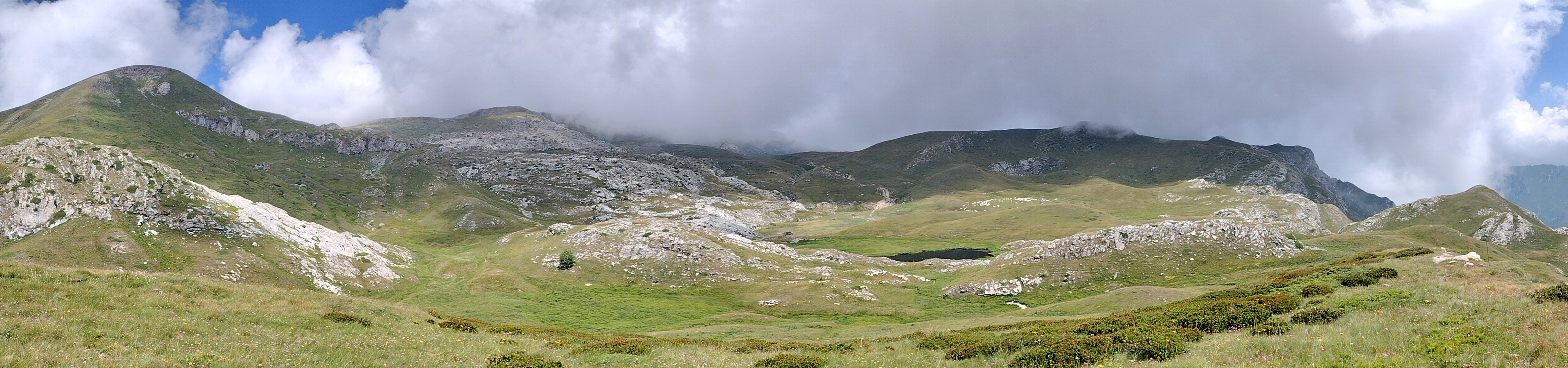
Le Cime di Serpentera, parzialmente nelle nubi, viste da est

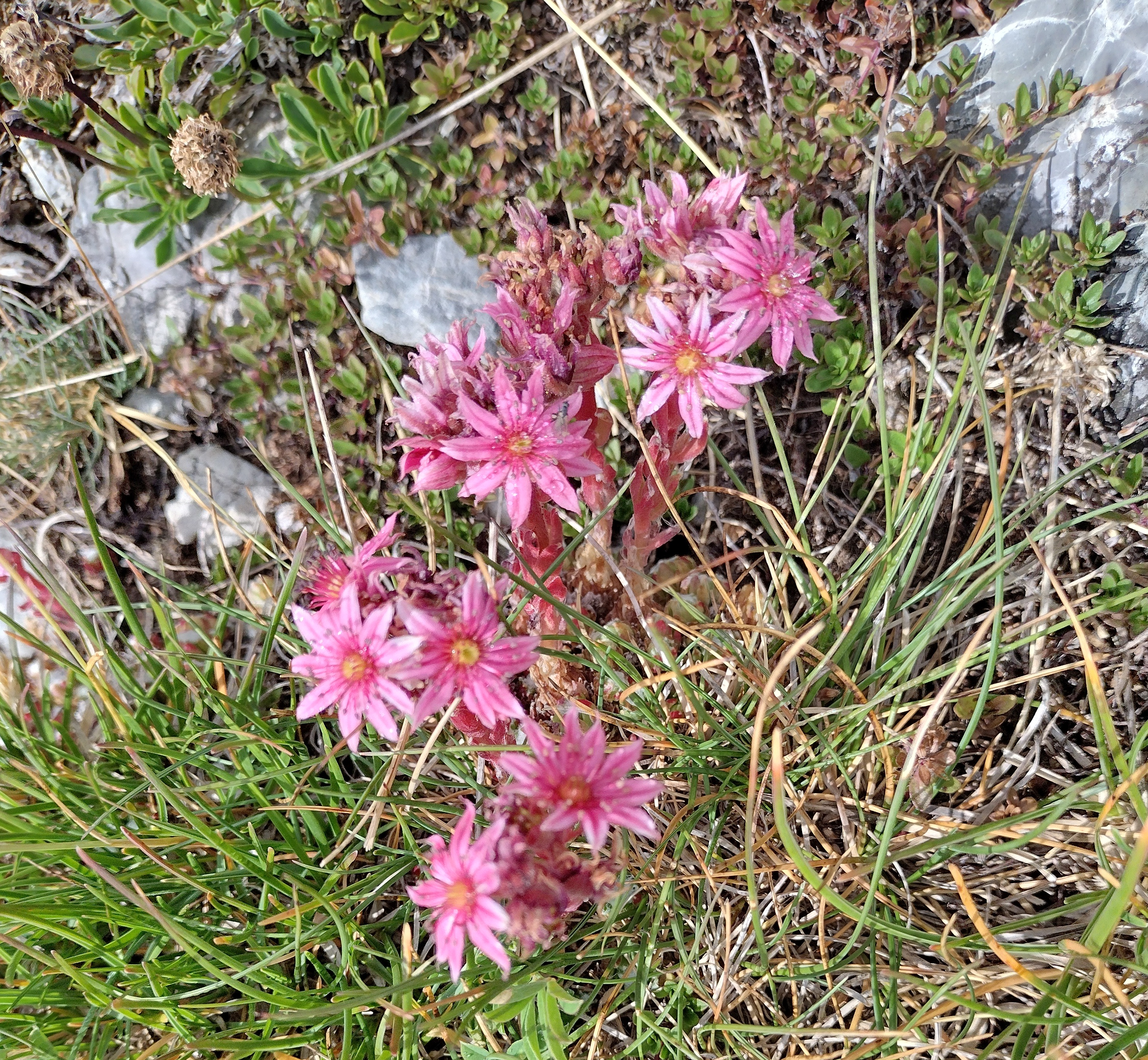
Semprevivo fiorito sulla Cima di Serpentera Nord

### Accesso estivo
La Cima di Serpentera può essere raggiunta dalla Porta Sestrera con un itinerario di tipo escursionistico fuori sentiero che seguendo il crinale Ellero/Pesio, toccando anche le altre due cime.  A sua volta la Porta Sestrera è raggiunta dall’itinerario  della Grande traversata delle Alpi nel tratto che collega il rifugio Mondovì con la Porta Sestrera.
La montagna è anche una meta di itinerari cicloalpinistici in mountain bike.

### Accesso invernale
Le Cime di Serpentera sono anche una meta di escursioni invernali e, preferibilmente,  primaverili scialpinistiche, con partenza da Pian Marchisio (se la strada è aperta) o da Ponte Murato. La salita è considerata di difficoltà ‘’MS’’ (‘’Medi Sciatori’’).

## Protezione della natura
I versanti della montagna affacciati sulla Val Pesio fanno parte del Parco naturale del Marguareis.